# Luceankî, Ovruci
Luceankî (în ucraineană Лучанки) este localitatea de reședință a comunei Luceankî din raionul Ovruci, regiunea Jîtomîr, Ucraina.

## Demografie
Componența lingvistică a localității Luceankî
     Ucraineană (99,45%)
     Alte limbi (0,37%)
Conform recensământului din 2001, majoritatea populației localității Luceankî era vorbitoare de ucraineană (99,45%), existând în minoritate și vorbitori de alte limbi.